# Los Angeles County Museum of Art

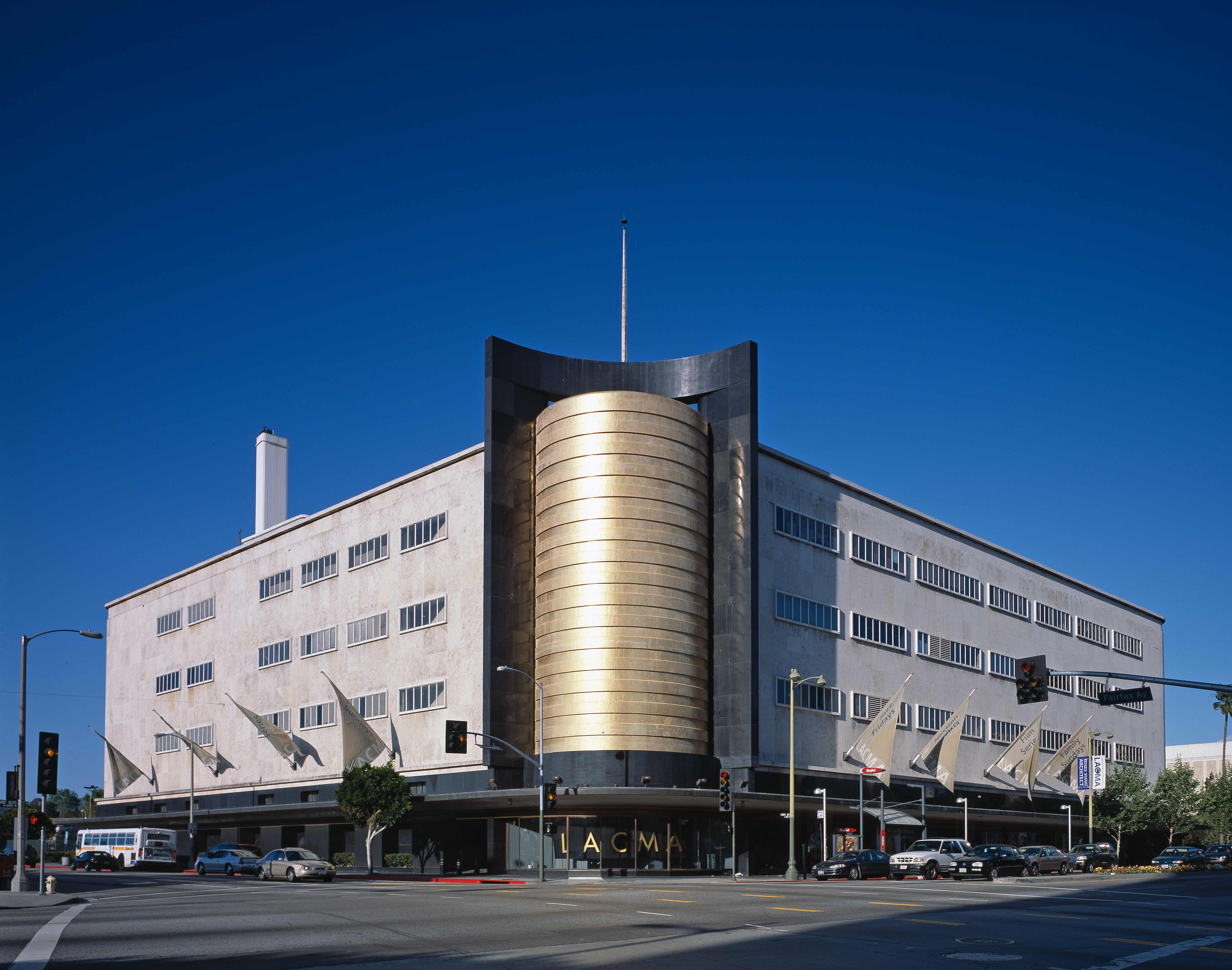
Il nuovo Academy Museum of Motion Pictures progettato da Renzo Piano

Il Los Angeles County Museum of Art ("Museo d'Arte della Contea di Los Angeles", conosciuto anche con l'acronimo LACMA) è un museo d'arte di Los Angeles, in California, situato sul Wilshire Boulevard, lungo la cosiddetta Museum Row del Miracle Mile, accanto al Page Museum e a La Brea Tar Pits.
Il LACMA è il più grande museo enciclopedico degli Stati Uniti a ovest di Chicago, con quasi un milione di visitatori all'anno e più di 10.000 opere d'arte, che spaziano dalla preistoria all'arte contemporanea. Il museo organizza spesso esibizioni d'arte, conferenze, proiezioni e concerti.

## Storia
Il Los Angeles County Museum of Art venne fondato come museo indipendente nel 1961; prima di allora era un dipartimento del Natural History Museum of Los Angeles County (allora "Los Angeles Museum of History, Science and Art"), fondato nel 1910 all'interno dell'Exposition Park, vicino l'University of Southern California. Nel 1965 il museo si trasferì nella sede attuale come istituzione indipendente.
Inizialmente l'edificio museale, ispirato al Lincoln Center e al Los Angeles Music Center, era composto da tre padiglioni, costruiti da William Pereira. Nel 1986 si è aggiunto il Robert O. Anderson Building per la collezione di arte contemporanea e nel 1988 il padiglione di Arte Giapponese di Bruce Goff. Infine nel 1994 il museo acquistò l'edificio degli adiacenti May Department Stores. Nel 2004 una ristrutturazione fu progettata da Renzo Piano e dovrebbe concludersi nel 2010.

### Direttori
- Richard (Ric) F. Brown, 1961 - 1966
- Kenneth Donahue, 1966 - 1979
- Earl A. Powell III, 1980 - 1992
- Michael E. Shapiro, 1992 - 1993
- Graham W. J. Beal, 1996 - 1999
- Andrea L. Rich, 1999 - 2005
- Michael Govan, 2006 - in carica

## Collezioni
Le vastissime collezioni del LACMA sono divise in dipartimenti. L'arte moderna (1900-1970 circa) è esposta nell'Ahmanson Building. Tra gli artisti rappresentati Pablo Picasso, René Magritte, Constantin Brâncuși, Edgar Degas, Alberto Giacometti, Wassily Kandinsky, Paul Klee e Camille Pissarro. Al livello "Plaza" (piano terra) si trovano le collezioni di arte africana e il Robert Gore Rifkind Center per gli studi sull'Espressionismo tedesco.
Al primo piano si trovano le gallerie di arte mesopotamica, egizia, greca, romana e islamica.
La raccolta di pittura, scultura e arti decorative europee abbraccia il periodo da XII al XX secolo. Tra i maestri esposti figurano Lucas Cranach, Hans Holbein, Fra Bartolomeo, Cima da Conegliano, Tiziano, Rembrandt, Antoon van Dyck, Georges de la Tour, Guido Reni, Mattia Preti, Eugène Delacroix, Camille Corot, Auguste Rodin. Ben rappresentati anche gli impressionisti e post-impressionisti, con Monet, Degas, Renoir, Van Gogh, Cézanne. Tra i pezzi più importanti di arti applicate si contano vetri veneziani e smalti di Limoges.
Le arti delle Americhe, comprese le collezioni precolombiane, si trovano nell'Art of the Americas Building, che ha uno spazio per esibizioni temporanee al piano terra. Tra gli artisti rappresentati John S. Copley, Benjamin West, Thomas Moran, Mary Cassatt, Childe Hassam, Diego Rivera, Louis Comfort Tiffany.
L'Hammer Building ospita le collezioni di arte indiana, cinese, coreana e di altri paesi asiatici, tra le più complete al mondo fuori dall'Asia. Il padiglione di Arte Giapponese ospita la collezione Shin'enkan, donata da Joe D. Pricehouses, con 200 pezzi di epoca Edotra cui paraventi, pergamene decorate, netsuke, ceramiche, statuite, xilografia. Tra i maestri rappresentati Ito Jakuchu e Sukuki Kiitsu.
L'arte contemporanea si trova dal 2008 nel Broad Contemporary Art Museum (BCAM). Importanti anche i dipartimenti di fotografia, stampe e disegni, nonché quello di arte tessile, con 55.000 manufatti.

## Opere principali

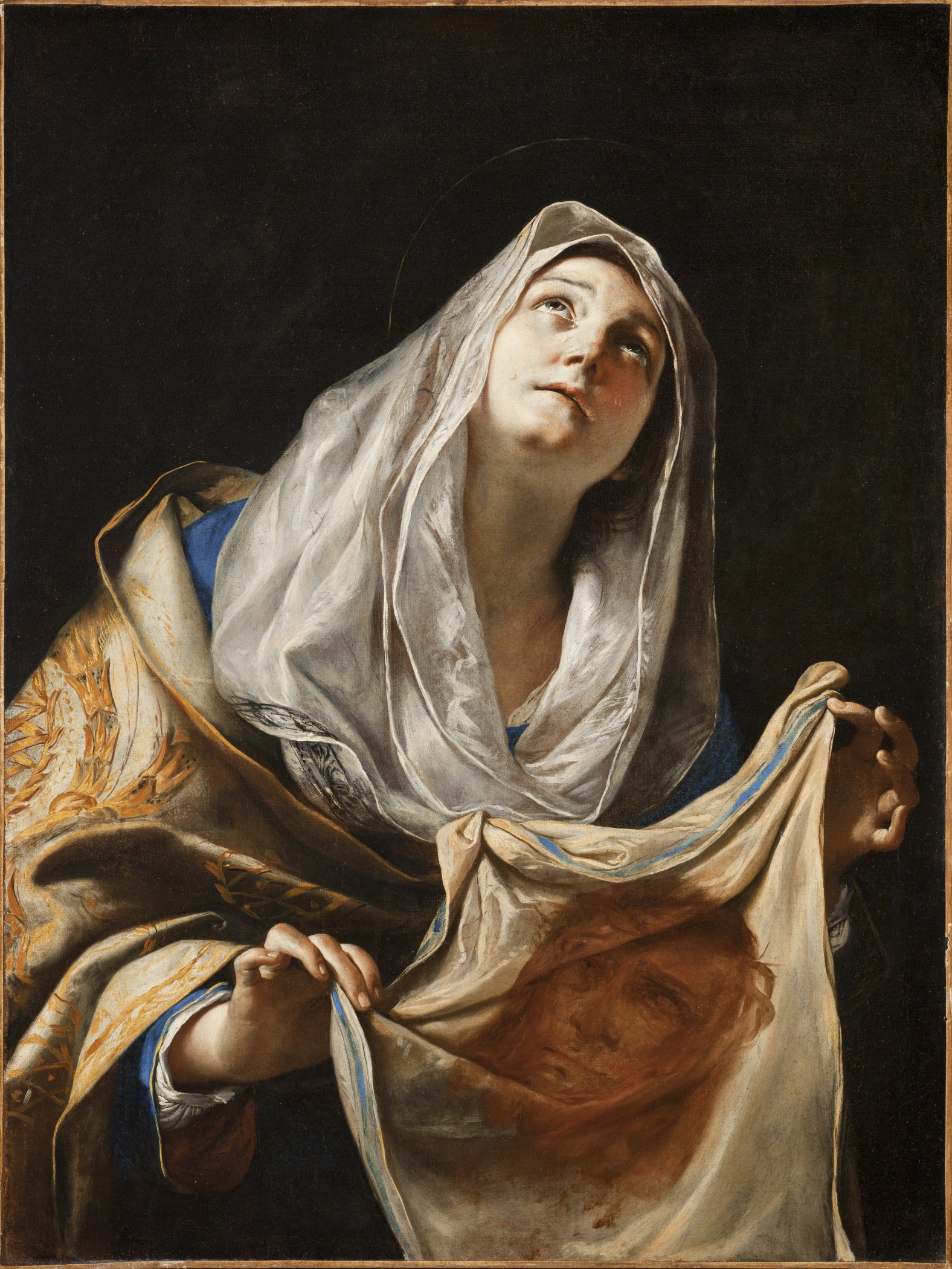
Mattia Preti, Santa Veronica

- Cima da Conegliano, Madonna col Bambino, 1496-1499
- Petrus Christus, Ritratto d'uomo, 1475 circa
- Correggio, Sacra Famiglia con san Giovannino (Correggio Los Angeles), 1514 circa
- Rosso Fiorentino, Allegoria della Salvezza, 1522 circa
- Tiziano, Ritratto di Jacopo Dolfin, 1532 circa
- Mattia Preti, Santa Veronica con il Velo, 1655-1660 circa
- Guido Reni, Bacco e Arianna, 1619-1621 circa
- René Magritte, Il tradimento delle immagini, 1929